# Coleraine (Minnesota)
Pour les articles homonymes, voir Coleraine (homonymie).
La ville américaine de Coleraine est située dans le comté d'Itasca, dans l’État du Minnesota. Lors du recensement de 2010, sa population s’élevait à 1 970 habitants.

## Histoire
Un bureau de poste appelé Coleraine est en activité depuis 1906. La ville doit son nom à Thomas F. Cole, un homme d'affaires de l'industrie minière.